# Operação Crátons
Operação Crátons é uma operação da Polícia Federal do Brasil, deflagrada em 8 de dezembro de 2015, como um desdobramento da Operação Lava Jato que investiga a exploração ilegal de diamantes. A Operação Crátons tem como objetivo combater a prática de crimes ambientais ligados à extração e comercialização ilegal de diamantes das terras dos índios Cinta-Larga. A investigação é um desdobramento direto da Operação Lava Jato.

## Mandados
Foram cumpridos 90 mandados por 220 policiais federais, sendo 11 de prisão preventiva, 41 de busca e apreensão, 35 de condução coercitiva, e 3 intimações para oitivas.

## Histórico
A operação demandou quase dois anos de investigação da Polícia Federal (PF) e do Ministério Público Federal (MPF). Apesar de ser um desmembramento da Lava Jato, a Crátons surgiu no início de 2014 quando a Funai apresentou indícios de garimpo ilegal em Rondônia, na região conhecida como garimpo Roosevelt, considerado um dos locais mais importantes de exploração de diamantes do mundo.
A investigação é conduzida pela PF e pelo MPF em Rondônia, a partir de informações sobre a atuação do doleiro Carlos Habib Chater, o primeiro preso da Operação Lava Jato, em março de 2014.
As investigações, segundo a PF, revelaram a existência de uma organização criminosa formada por empresários, comerciantes, garimpeiros, advogados e indígenas acusados de financiar, gerir e promover a exploração de diamantes no chamado "Garimpo Lage", localizado na reserva indígena Parque do Aripuanã, dos índios cinta-larga.